# Chiscani
Chiscani est une commune roumaine située dans le județ de Brăila.